# Paul Tighe
Mons. Paul Desmond Tighe (* 12. února 1958, Navan) je irský katolický kněz a biskup, titulární biskup v Drivastu a sekretář Dikasteria pro kulturu a vzdělávání (sekce pro kulturu).

## Stručný životopis
Po získání bakalaureátu z civilního práva na University College Dublin se začal připravovat na kněžství, nejprve na Holy Cross College v Clonliffe a následně na Papežské irské koleji v Římě. Na kněze byl vysvěcen v roce 1986 pro arcidiecézi dublinskou. Postgraduální studium v oblasti morální teologie absolvoval na  římské Gregorianě. Or doku 1990 přednášel morální teologii a bioetiku na Mater Dei Institute of Education v Dublinu. V roce 2004 byl jmenován vedoucím oddělení komunikace dublinské arcidiecéze. 

### Působení v římské kurii
Papež Benedikt XVI. jej v roce 2007 jmenoval sekretářem Papežské rady pro sdělovací prostředky. V této funkci setrval až do roku 2015, kdy byl jmenován pomocným sekretářem Papežské rady pro kulturu, v roce 2017 pak sekretářem této rady. Od roku 2014 byl členem Výboru pro reformu vatikánských médií, jehož práce vyvrcholila vznikem Sekretariátu pro komunikaci. Papež František jej dne 19. prosince 2015 jmenoval sekretářem  Papežské rady pro kulturu, v roce 2022 pak sekretářem sekce pro kulturu Dikasteria pro kulturu a vzdělávání.

### Biskupské svěcení a působení
Papež František jej dne 19. prosince 2015 zároveň jmenoval titulárním biskupem v Drivastu, biskupské svěcení přijal 27. února 2016 v Bazilice svatého Petra.